# Tromeo and Juliet
Tromeo and Juliet è un film del 1996 diretto da Lloyd Kaufman e James Gunn (accreditato come associate director).
Prodotto dalla Troma, il film è una rivisitazione in chiave splatter ed erotica della celebre tragedia Romeo e Giulietta, di William Shakespeare. I dialoghi sono quelli dell'opera originale, mischiati a quelli demenziali e irriverenti scritti dagli sceneggiatori del film.

## Trama
Tromeo Que è un ragazzo bianco figlio di un afroamericano, Monty Que, che lavora nell'industria del porno. Tromeo passa le sue giornate a masturbarsi davanti ai film porno del padre e va a molte feste. Juliet Capulet è la giovane figlia di Cappy Capulet, un uomo violento che lavorava insieme a Monty Que fino a quando ha dato inizio a una relazione con la moglie di Monty e lo ha estromesso dall'azienda. Ciò ha dato inizio ad un'aspra rivalità tra le due famiglie. Cappy vuole dare la giovane figlia in sposa a un macellaio, ma Juliet è vegetariana e ha una storia d'amore con la sua cuoca.
Tromeo e Juliet si incontrano durante un party a casa Capulet e si innamorano. Scoperta la loro relazione, Cappy Capulet reagisce in maniera violenta e tenta di ostacolare con ogni mezzo la storia d'amore tra i due. Dopo tanto sangue e varie morti, Tromeo e Juliet riescono a uccidere Cappy Capulet. Ma, proprio nel momento in cui pensano di potersi godere il proprio amore, scoprono di essere fratelli. Monty Que infatti confessa a Tromeo di non essere il suo vero padre. Tromeo scopre di essere figlio di Cappy Capulet, quindi fratello di Juliet. Incuranti di tutto, Tromeo e Juliet decidono di sposarsi e si creano una famiglia. Alla fine del film appare William Shakespeare, che sorride soddisfatto.

## Produzione
Lloyd Kaufman decise di girare il film nel 1992, dopo una visita alla tomba di William Shakespeare.
Lemmy Kilmister, cantante dei Motörhead. che interpreta il narratore, recitò gratuitamente, considerando la Troma «il rock and roll del cinema». Durante la sequenza in cui Juliet viene ricoperta da un numeroso gruppo di vermi, Jane Jensen ha avuto una crisi isterica e le lacrime della sequenza in questione sono reali.
Il finale originale vedeva la morte di Tromeo e Juliet, investiti da un camion. Tuttavia questa scena non fu mai girata. Un altro ipotetico finale vedeva il suicidio dei due innamorati, ma era solo un sogno di Juliet.

## Colonna sonora
La colonna sonora del film è composta dai seguenti brani:

### Tracce
1. Martyr (Thorn)
2. So Alone (Willie Wisely)
3. Monster Island (Booterella)
4. Red River Waltz Overture (Susan Voelz)
5. That We Could Fly (Tim Gallaher), Action Mouth)
6. Sunday (The Icons)
7. Sacrifice (Motörhead)
8. La Migra (Cruza La Frontera II) (Brujeria)
9. Math (Supernova)
10. Mr. Superlove (Ass Ponys)
11. More Than I Can Give (Jane Jensen, Craig Kaften)
12. Pope on a Rope (The Meatmen)
13. Gizzards, Snapple, and Tripe (The New Duncan Imperials)
14. Drink That Whiskey (The Wesley Willis Fiasco)
15. 20th Century Sex Plague (9353)
16. Cannot Love You Enough (Willie Wisely)
17. Walking Naked (The Icons)
18. Some Like It Cold (The Meatmen)
19. Alleged (Unsane)
20. Hyper Enough (Superchunk)
21. I Am a Romeo (Sublime)
22. Tromeo & Juliet Theme Song (Willie Wisely)
23. Tromaville Cafe Theme Song (Bill Boll)

## Distribuzione
Esistono tre versioni differenti del film: quella uscita nelle sale cinematografiche (della durata di 107 minuti), la versione Director's cut (che dura 137 minuti) e la versione trasmessa dalla televisione statunitense.

## Accoglienza
È divenuto uno dei cult movie più noti della Troma. È stato definito un «film punk».

## Riconoscimenti
- 1997 - Fantafestival
  - Miglior film